# Clilopocha mandibularis
Clilopocha mandibularis är en skalbaggsart som beskrevs av Phillip B. Carne 1954. Clilopocha mandibularis ingår i släktet Clilopocha och familjen Rutelidae. Inga underarter finns listade i Catalogue of Life.